# Nereis delicatula
Nereis delicatula är en ringmaskart som beskrevs av Blanchard in Gay 1849. Nereis delicatula ingår i släktet Nereis och familjen Nereididae. Inga underarter finns listade i Catalogue of Life.